# Apolônia (Ilíria)

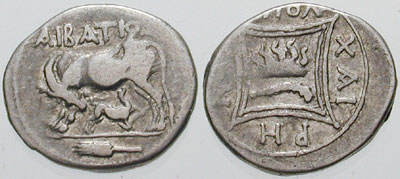
Dracma de Apolônia datado entre 200-

Apolônia (português brasileiro) ou Apolónia (português europeu) (em grego: Ἀπολλωνία κατ᾿ Ἐπίδαμνον/Ἀπολλωνία πρὸς Ἐπίδαμνον; romaniz.: Apollonia kat' Epidamnon/Apollonia pros Epidamnon) foi uma antiga cidade grega da Ilíria, localizada na margem direita do rio Aoos. Suas ruínas estão situadas na região de Fier, próximo da vila de Pojani, na atual Albânia. Foi fundada no século VII a.C. por colonos gregos de Corfu e Corinto, sobre um sítio inicialmente ocupado por tribos ilírias e foi talvez a mais importante das várias cidades clássicas conhecidas como Apolônia. Ela floresceu no período romano e foi lar duma renomada escola de filosofia, mas começou a declinar no século III d.C., quando seu porto começou a assorear como resultado dum terremoto. Foi abandonada no início da Idade Média.

## História
A cidade da Apolônia estava localizada na Ilíria, 10 estádios da margem direita do rio Aoos e 60 estádios, ou 50 segundo Cílax de Carianda, do mar, no território dos taulâncios, um aglomerado de tribos ilírias que permaneceu intimamente envolvido com o assentamento por séculos e viveu junto com os colonos gregos. Diz-se que tinha sido originalmente chamada Gilaceia em honra a seu fundador, Gílax, mas o nome foi depois alterado em honra ao deus Apolo. Foi fundada sobre um sítio inicialmente ocupado por ilírios no século VII a.C. por colonos gregos de Corfu e Corinto, embora o primeiro relato da presença deles é de 588 a.C.
É mencionado por Estrabão em sua Geografia como "uma cidade governada excessivamente". Aristóteles considerou-a um importante exemplo dum sistema oligárquico, como os descendentes dos colonos gregos controlando-a e prevalecendo sobre uma grande população serva de majoritária origem ilíria. A cidade enriqueceu com o comércio escravo e agricultura local, bem como por seu grande porto, dito como tendo sido capaz de abrigar uma centena de navios ao mesmo tempo. Ela também beneficiou-se pelo suprimento local de asfalto, uma mercadoria valiosa em tempos antigos, por exemplo, para navios de calafetagem. Os restos dum templo do final do século VI, localizado acima da cidade, foram descobertos em 2006, o quinto templo de pedra conhecido encontrado na atual Albânia.
Apolônia, como Dirráquio mais ao norte, foi um importante porto na costa ilíria com a mais conveniente ligação entre Brundísio e o Norte da Grécia, sendo junto com a segunda um dos pontos ocidentais iniciais da Via Egnácia que levou a leste para Tessalônica, na Calcídica, e então Bizâncio na Trácia. Segundo o Itinerário de Antonino localiza-se a 49 milhas romanas de Claudiana (atual Peqin), o ponto de encontro entre o percurso de Dirráquio e Apolônia. Tinha sua própria cunhagem, estampando moedas que mostravam uma vaca amamentando seu filhote no anverso e um padrão estrelado duplo no reverso, que foram encontradas tão longe quando a bacia do Danúbio.
Entre 284-283 a.C., a cidade e o sul da Ilíria foram conquistadas por Pirro do Epiro (r. 306-302; 297-272 a.C.), permanecendo por algum tempo sob seu controle. Em 229 a.C., tornou-se parte da República Romana, a quem foi firmemente leal. Em 168 a.C., foi recompensada com butim obtido de Gêncio, o derrotado rei da Ilíria. Em 148 a.C., tornou-se parte da província romana da Macedônia, especificadamente do Novo Epiro. Pelo fim da república, Apolônia foi celebrada como uma sede de aprendizagem e muitos dos nobres romanos enviaram seus filhos para estudarem literatura e filosofia gregas. Durante a Guerra Civil Cesariana (49-45 a.C.) entre Júlio César e Pompeu, foi mencionada como uma cidade fortificada com uma cidadela e foi de grande importância para a campanha de César na Grécia, embora tenha sido capturada por Marco Júnio Bruto em 48 a.C.. Otaviano, filho adotivo de César e futuro imperador Augusto (r. 27 a.C.–14 d.C.), estudou em Apolônia por seis meses sob tutela de Atenodoro de Tarso, até partir para Roma devido o assassinato de César.
Apolônia floresceu sob governo romano e foi mencionada por Cícero em suas Filípicas como magna urbs et gravis, uma grande e importante cidade. O Cristianismo foi estabelecido na cidade precocemente, e os bispos locais estiveram presentes no Primeiro Concílio do Éfeso (431) e o Concílio da Calcedônia (451). Seu declínio, contudo, começou no século III, quando um terremoto mudou o curso do Aoos, causando o assoreamento do porto e o surgimento dum pântano, foco de surtos endêmicos de malária. Tornou-se amplamente desabitada a medida que o pântano aumentou, e a vizinha Avlona (atual Vlora) cresceu em importância. Pelo fim da Antiguidade Tardia, a cidade estava praticamente despovoada, hospedando apenas uma pequena comunidade cristã. Essa comunidade (que provavelmente era parte do sítio da antiga cidade) construiu na colina vizinha a Igreja de Santa Maria (em albanês: Shën Mëri), parte do Mosteiro Ardenica.

## Sé episcopal
Um dos participantes do Concílio do Éfeso em 431 foi um Félix que assinou uma vez como bispo de Apolônia e Búlis, e outra como bispo de Apolônia. Alguns assumem que as duas cidades formaram uma única sé episcopal, enquanto outros supõem que ele foi, a rigor, bispo apenas da primeira, mas esteve temporariamente no comando de Búlis durante a vacância daquela sé. Um dos participantes num concílio presidido em Constantinopla em 448 assinou como Paulus Episcopus Apolloniada al. Apolloniatarum, civitatis sanctae ecclesiae, mas é incerto se esteve associado com esta Apolônia.
No Concílio da Calcedônia de 451, Eusébio assinou simplesmente como bispo de Apolônia. Nas cartas dos bispos do Novo Epiro ao imperador bizantino Leão I, o Trácio (r. 457–474) em 458, Filócaro assinou como bispo do que os manuscritos chamam "Valido", e que editores pensam que deveria ser uma variação de Búlis. Se Filócaro é também considerado bispo de Apolônia, depende sobre a interpretação da posição de Félix em 431. O Anuário Pontifício lista Apolônia como uma sé titular, assim reconhecendo que foi certa vez uma diocese residencial, uma sufragânea da do arcebispo de Dirráquio. Ela não garante tal reconhecimento para Búlis.

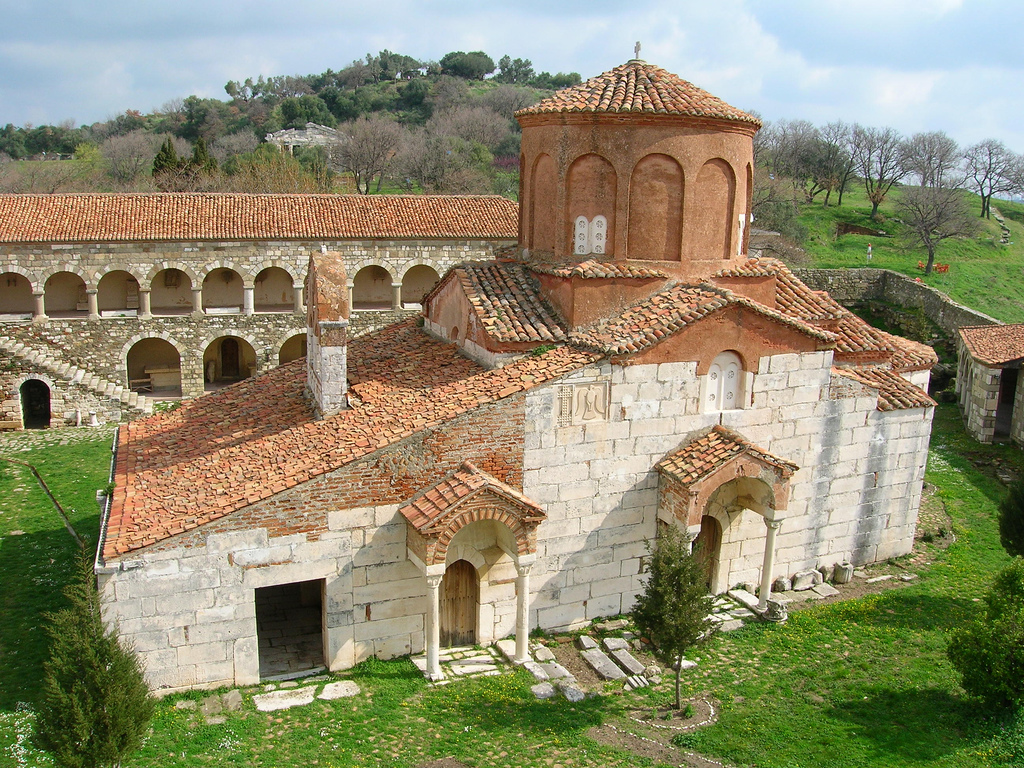
Igreja de Santa Maria
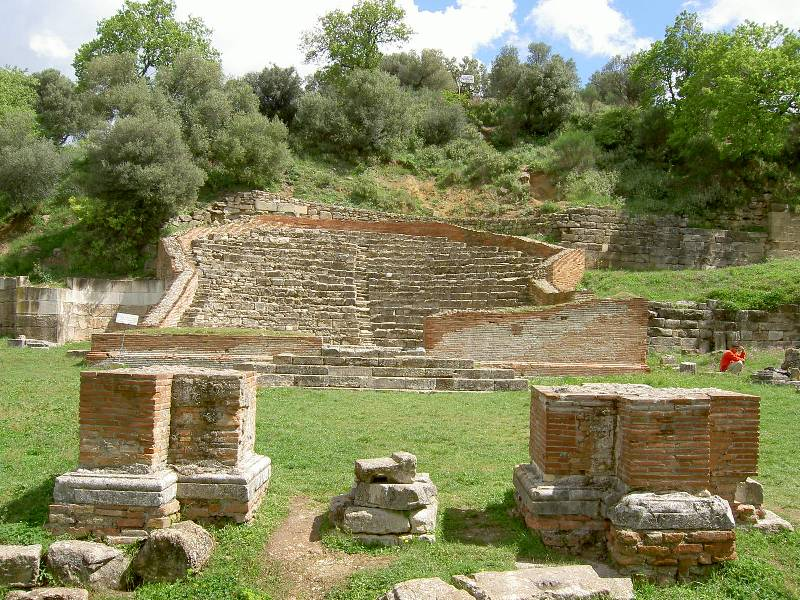
Odeão de Apolônia